# Aniabedes
Aniabedes (em grego: Ανιαβέδης; romaniz.: Aniabédes) foi um oficial sassânida do século VI, ativo durante o reinado do xainxá Cosroes I (r. 531–579). É possível que este não seja seu nome, mas a helenização do provável título de detinha, ou seja, de *aimbede (*a'īmbed), ou mestre de cerimônias. Em 541, foi enviado pelo xainxá para atacar Petra, em Lázica, que à época estava em posse do oficial João Tzibo do Império Bizantino. Falhou em sua missão e foi punido com a morte.